# Salmourão (kommun)
Salmourão är en kommun i Brasilien.   Den ligger i delstaten São Paulo, i den södra delen av landet, 700 km söder om huvudstaden Brasília. Antalet invånare är 4 818.
Följande samhällen finns i Salmourão:
- Salmourão

Trakten runt Salmourão består i huvudsak av gräsmarker. Runt Salmourão är det glesbefolkat, med 16 invånare per kvadratkilometer.